# Ерёмин, Дмитрий Иванович
Дми́трий Ива́нович Ерёмин (1904—1993) — советский писатель, сценарист, кинокритик, главный редактор журнала «Искусство кино» (1949—1951). Лауреат Сталинской премии третьей степени (1952).

## Биография
Родился 30 августа (12 сентября) 1904 года (по другим данным, 25 августа 1904 года) в с. Чирково (ныне пос. Сура Никольского района Пензенской области).
После 1917 года семья переехала в подмосковные Люберцы. Учился в Малаховской школе-интернате, вступил в комсомол, был вожатым пионерских отрядов, участвовал в работе местного отряда ЧОН.
В 1922 году окончил среднюю школу, в 1925 году — отделение литературы и языка факультета общественных наук Московского университета, в 1929 году — аспирантуру Института литературы и языка Российской ассоциации научно-исследовательских институтов общественных наук (РАНИОН).
В 1926—1937 годах — доцент Кубанского высшего педагогического института, Воронежского государственного университета и Воронежского государственного педагогического института, Московского редакционно-издательского и Городского педагогического институтов.
Член Союза писателей СССР с 1935 года.
В 1937—1940 годах доцент и заместитель директора Литературного института имени А. М. Горького. В 1939 году вступил в ВКП(б).
В 1940 году направлен на работу в Комитет по делам кинематографии при Совнаркоме СССР. Был редактором, начальником сценарного отдела Главного управления по производству фильмов, директором Сценарной студии, членом коллегии Министерства кинематографии СССР.
В 1949—1951 годах — главный редактор журнала «Искусство кино».
В течение пяти лет был членом редколлегии журнала «Октябрь», два года — секретарём парткома Союза писателей СССР, пять лет — главным редактором журнала «Советская литература на иностранных языках».
С 1962 года — секретарь правления Московской писательской организации, член правлений Союза писателей СССР и РСФСР. Статьёй «Перевёртыши» в газете «Известия» от 13 января 1966 года положил начало преследованию Андрея Синявского и Юлия Даниэля.
Умер в Москве в 1993 году. Похоронен на Ваганьковском кладбище.

## Награды и премии
- Сталинская премия третьей степени (1952) — за роман «Гроза над Римом» (1951)
- 2 ордена Трудового Красного Знамени (12.10.1964; 10.10.1974)
- орден Дружбы народов (24.09.1984)
- орден «Знак Почёта» (14.04.1944)
- медаль «За доблестный труд в Великой Отечественной войне 1941-1945 гг.»

## Творчество
Литературной деятельностью занимался с 1927 года. В 1954 году совместно с Александром Згуриди написал литературный сценарий «Повесть о лесном великане», посвящённый теме преобразования природы.

### Повести и романы
«Возвращение» (1935), «Кубанский рассвет» (Воронеж, 1935), «Гроза над Римом» (1951) о послевоенной политической борьбе в Италии, «Кремлёвский холм» (1955) о Древней Руси, «Бежит, бежит река…» (1961), «Таёжные повести», «Золотой пояс», «Перед прыжком», «Соседи», «Солнце над степью» (1948), «Скрытые тьмой» (1932), «Иной период», «Семья» (1959).

### Рассказы
«Зелёный дом» (первый рассказ, опубликован в журнале «Прожектор» в июле 1927 года), «Над рекой Камышкой», «Нетерпеливое сердце», «Наш спутник», «Христодулин ген», «Побег в луга», «Тихие люди», «Лада», «В метель», «Рапорт Алту», «Беседа в Кремле», «Фальшивомонетчики», «Поджог» и другие.

### Сборники стихов
- «День гнева» (1943)
- «Дары мира» (1968)
- «Благодарность» (1975)